# بکاترا
بکاترا (به لاتین: Bekatra) یک منطقهٔ مسکونی در ماداگاسکار است که در Manakara واقع شده‌است. بکاترا ۲۰٬۰۰۰ نفر جمعیت دارد و ۴۰ متر بالاتر از سطح دریا واقع شده‌است.